# Varisha
Varisha es un pueblo situado en la región Tylliria, en las estribaciones septentrionales de las montañas de Troodos. Está situada a ocho kilómetros al oeste de Xeros en la parte norte de la Línea Verde. 
Varisha significa "cansado" en grecochipriota. Este pueblo está situado dentro de la zona de amortiguación de las Naciones Unidas (Buffer Zone). Aunque no hay turcochipriotas que viven actualmente en él, éstos cambiaron su nombre a Sirinkoy, que significa "un pueblo lindo" en turco.

## Conflicto Intercomunal
Según el censo otomano de 1831, el pueblo era habitado exclusivamente por musulmanes (20). Sin embargo, el censo británico de 1891 registró que sólo 20 de 79 personas eran musulmanas. Los documentos británicos demuestran que muchos de los habitantes del pueblo se convirtieron al cristianismo en 1882. Después de esta masiva conversión, la población musulmana de la aldea se redujo significativamente. Mientras que la cristiana aumentó constantemente durante el siglo XX, la población musulmana siguió disminuyendo hasta que, en 1931, sólo dos turcochipriotas ancianos permanecieron. 
La población total de Varisha / Sirinkoy aumentó constantemente, pasando de 79 en 1901 a 223 en 1960.
Nadie fue desplazado de este pueblo durante la lucha entre comunidades de la década de 1960. Sin embargo, en 1974 la totalidad de sus habitantes huyeron de la aldea ante el avance del ejército turco. En la actualidad, al igual que muchos refugiados grecochipriotas, los aldeanos de Varisha se encuentran diseminados por el sur de Chipre.

## Población actual
El pueblo se encuentra abandonado, dentro de la zona de amortiguación de UNFICYP.